# 瑙恩海姆
瑙恩海姆是德国莱茵兰-普法尔茨州的一个市镇。总面积6.13平方公里，总人口421人，其中男性214人，女性207人（2011年12月31日），人口密度69人/平方公里。